# Foca-do-Cáspio
A foca-do-mar-Cáspio, ou simplesmente foca-do-Cáspio (Pusa caspica) é uma foca do género Pusa.